# Volkssturm

« Volkssturm » (que l'on pourrait traduire par « Tempête du Peuple » ou « Bataillon du peuple ») est le nom donné à la milice populaire allemande levée en 1944 et qui devait épauler la Wehrmacht dans la défense du territoire du Reich à la fin de la Seconde Guerre mondiale, à la manière du Landsturm de l'armée prussienne de 1813 ou de 1914[pas clair], de l'armée suisse, de la Home Guard britannique de 1940, des corps combattants des citoyens patriotiques du Japon en 1945.
Le projet d'une mobilisation militaire totale du peuple allemand remonte aux suggestions du général Heinz Guderian lors de l'été 1944 qui vit à la fois le débarquement de Normandie à l'Ouest et le début de l'opération Bagration à l'Est. L'idée était de susciter une levée d'armes populaire fanatisée dans la lignée du Landsturm de 1813 qui participa à la libération de la Prusse lors de l'occupation napoléonienne. Originellement, Guderian souhaitait que ces supplétifs libèrent l'armée d'active (la Heer) combattante des tâches secondaires : garde et surveillance, prévôté, défense passive voire tenue de « l'arrière ».
Cette mobilisation prévoyait un appel sous les armes de tous les hommes valides de 16 à 60 ans dans des unités régionales qui épauleraient les forces armées « traditionnelles » dans la défense locale.
Le Volkssturm fut conçu comme un programme d'encadrement du peuple allemand, aussi bien politique que militaire ; à ce titre, il jouait le rôle d'un catalyseur visant à fanatiser la résistance et ainsi à démoraliser les Alliés, en particulier occidentaux. Hitler craignait en effet que ne se reproduise la désastreuse situation intérieure de 1918, l'échec des offensives allemandes du printemps ayant entraîné l'effondrement du moral en Allemagne et le début des insurrections qui avaient amené l'effondrement de l'Empire (le « coup de poignard dans le dos »). Dans l'esprit de Bormann et d'autres membres du Parti, cette mobilisation avait aussi un caractère idéologique puisqu'elle devait symboliser la mobilisation totale de la race aryenne contre les hordes « ploutocrates » à l'Ouest et « judéo-bolchéviques » à l'Est.
Après l'attentat manqué du 20 juillet 1944, Hitler, de plus en plus méfiant à l'égard de l'Armée, décida de confier cette tâche au NSDAP — à la suite notamment des investigations de son bras droit, Martin Bormann.

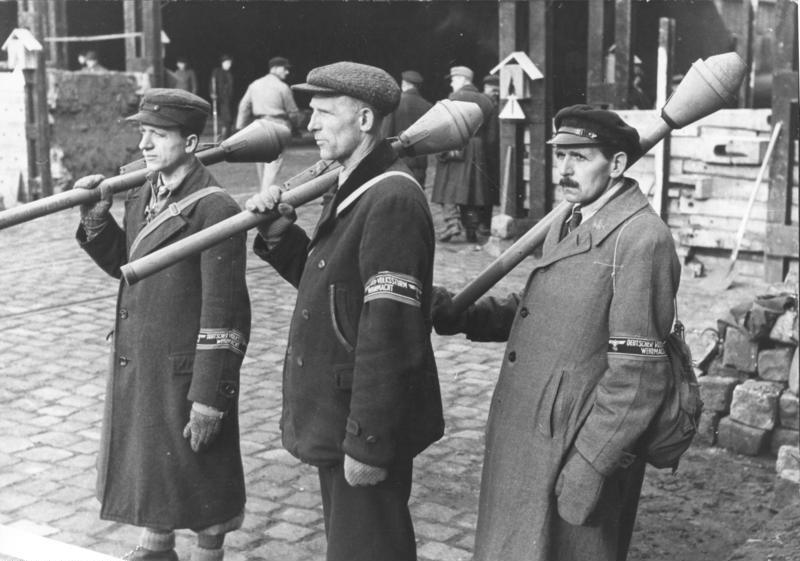
Membres du Volkssturm munis de Panzerfaust.

## Situation militaire à l'automne 1944
Après la retraite générale de la Wehrmacht à l'été 1944, la situation des fronts se stabilise, essentiellement en raison des problèmes d'intendance et de ravitaillement rencontrés par les troupes alliées, tant à l'Est qu'à l'Ouest, du fait de l'étirement de leurs lignes de communication, mais aussi à cause du durcissement de la résistance allemande.
À la suite du complot du 20 juillet 1944 sont créés les officiers nationaux socialistes d'action psychologique, pour reprendre en main l'armée, dans un contexte de plus en plus marqué de décomposition de l'armée et d'un front de l'Est fragilisé par la préparation de l'offensive des Ardennes. Au milieu du mois d'octobre 1944, la première ville allemande, Aix-la-Chapelle est conquise et à l'Est la Prusse-Orientale se trouve menacée.

## Chronologie duVolkssturm

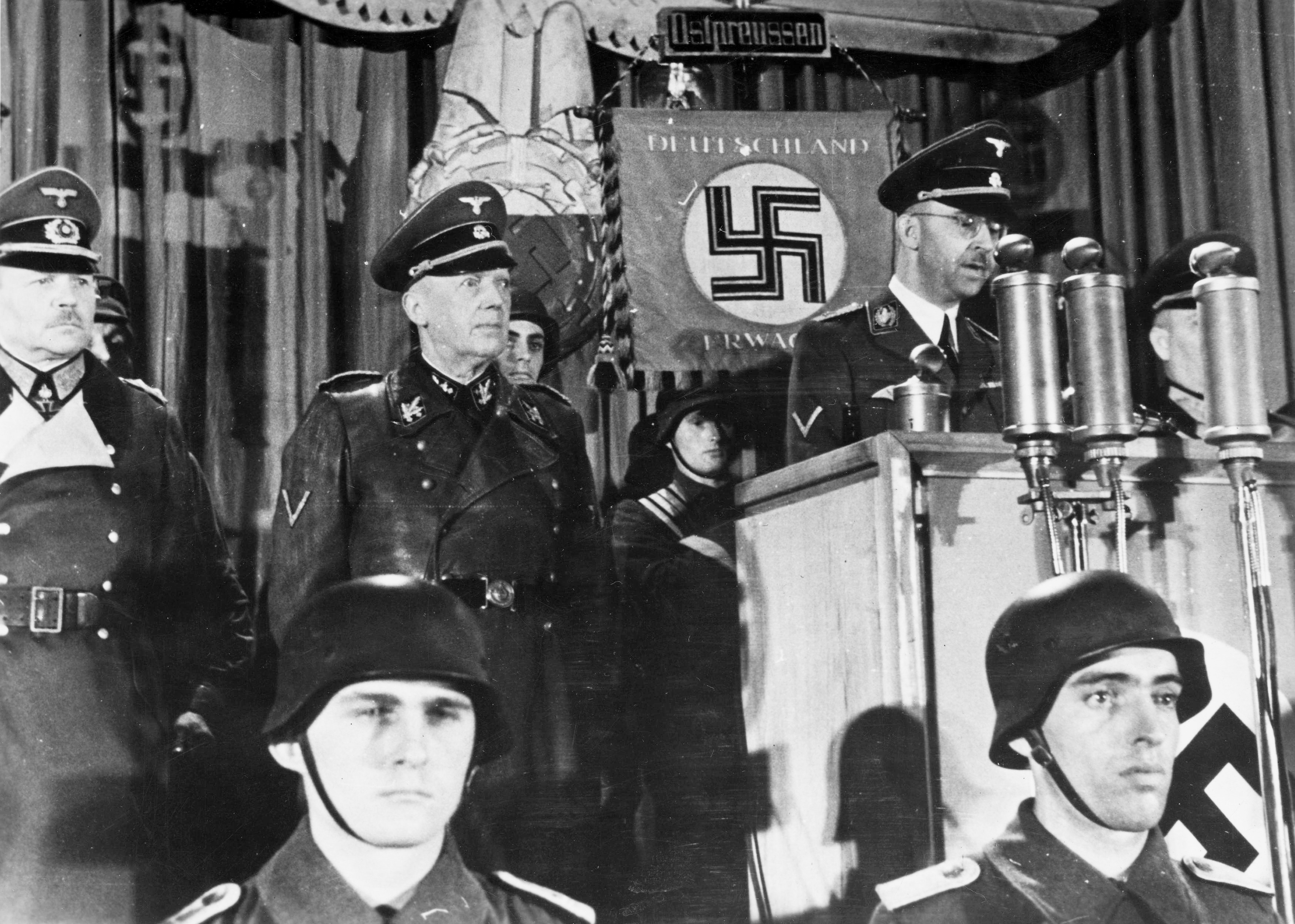
Himmler annonce la création du Volkssturm à la radio berlinoise. Guderian, initiateur du projet, figure à l'extrême gauche de la photo. Entre les deux le général SS Hans Heinrich Lammers.

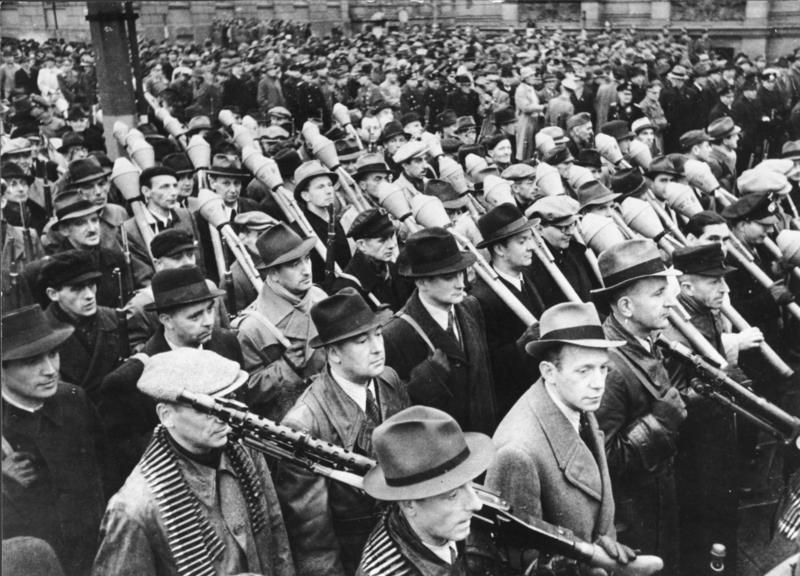
Prestation de serment d'une unité berlinoise.

Le 20 juillet 1944 a lieu un attentat contre Hitler dont celui-ci réchappe. Le lendemain, 21 juillet 1944, Heinrich Himmler est nommé commandant en chef de l′Ersatzheer, Heinz Guderian étant nommé à la tête de l′OKH. Erich Koch, gauleiter de Prusse-Orientale, propose à Hitler d'appeler et d'armer une levée en masse de la population masculine.
Début septembre, Hitler accepte l'idée de Guderian de créer un Landsturm sous l'autorité conjointe de l'Armée et des SA. Martin Bormann suggère que le Parti national-socialiste — dont il est le dirigeant — prenne seul sous sa coupe une milice populaire, la Volkswehr (litt. Armée populaire).
Le 25 septembre 1944 est publié le décret de Hitler créant le Volkssturm, sous la direction et la responsabilité des Gauleiters du Parti mais sous encadrement de la Wehrmacht.
Dès le 7 octobre 1944, les premières unités sont engagées sur le front de l'Est, à Memel. Le 18 octobre, commémorant la victoire de Leipzig de 1813, Himmler annonce officiellement à la radio berlinoise la création du Volkssturm. L'enrôlement de masse commence à la fin de ce mois.
Le 10 novembre 1944 voit l’engagement des premières unités sur le front de l'Ouest au cours de la bataille de Metz aux côtés de la 462e Volks-Grenadier-Division. Le 12 a lieu la prestation de serment de masse des unités du Volkssturm sur tout le territoire du Reich : à Berlin, la cérémonie est présidée par Goebbels, dans une cérémonie filmée, mettant en scène 100 000 hommes, la plupart en habits civils, dotés d'armes spécialement confiées pour la cérémonie, ce qui suscite des réactions amusées de la part des enfants et des soldats en permission.
Le 1er avril 1945, la Ruhr est encerclée par les Américains : 300 000 Allemands capitulent le 18  dont de nombreux Volkssturmmänner. Le 22 avril, les Russes encerclent Berlin.
Les 7 et 8 mai 1945  sont signés les actes de capitulation du Troisième Reich. Le mois suivant, en juin, les Alliés occidentaux libèrent les membres du Volkssturm et des soldats ayant des compétences professionnelles prioritaires pour pallier le manque de main-d'œuvre qualifiée nécessaire à la reconstruction : 663 576 hommes sont ainsi renvoyés dans leurs foyers. Une faible fraction, les nazis les plus extrémistes, rejoint la Werwolf.

## Chronologie de la bataille du Reich 1944-45
Front Ouest :

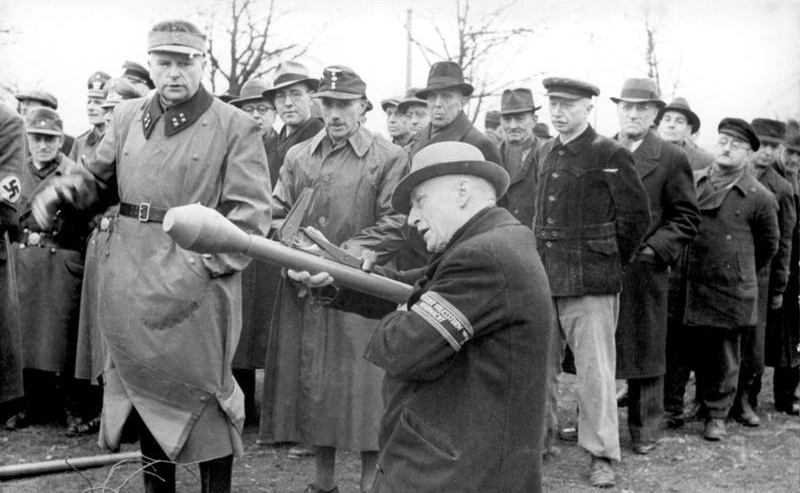
Membres du Volkssturm formés au maniement du Panzerfaust en mars 1945.

- 6 juin 1944 : débarquement allié en Normandie
- 20 juillet 1944 : attentat contre Hitler
- 25 juillet 1944 : première percée alliée
- 15 août 1944 : débarquement de Provence
- 25 août 1944 : libération de Paris
- 3 septembre 1944 : libération de Bruxelles
- 11 septembre 1944 : les Américains entrent en Allemagne à Keppeshausen
- 4 octobre 1944 : Aix-la-Chapelle tombe aux mains des Américains
- 4 décembre 1944 : les Américains percent sur la Sarre
- 16 décembre  1944 - 16 janvier 1945 : contre-offensive allemande dans les Ardennes belges
- 1er janvier 1945 - 25 janvier 1945 : contre-offensive allemande en Lorraine et en Alsace : Unternehmen Nordwind
- 16 / 25 janvier 1945 : échec des contre-offensives allemandes
- début février : Opération Veritable, les Anglo-canadiens attaquent en direction du nord du Rheinland (NL/D)
- 23 février 1945 : Opération Grenade, les Américains percent au centre du Rheinland
- 7 mars 1945 : prise du pont de Remagen sur le Rhin
- 23 mars 1945 : Opération Plunder, Montgomery franchit le Rhin et avance dans le Nord de l'Allemagne

Front Est :
- 22 juin 1944 : Opération Bagration , début de l'offensive générale soviétique contre le Groupe d'armées Centre
- 17 août 1944 : entrée des troupes soviétiques en Prusse-Orientale
- 25 septembre 1944 : entrée des troupes soviétiques en Hongrie
- 10 octobre 1944 : l'Armée rouge isole le Groupe d'armées Nord en Courlande
- 16 octobre 1944 : offensive générale soviétique en Prusse-Orientale : le Volkssturm participe massivement à la défense et essuie de lourdes pertes
- 12 janvier 1945 : la progression soviétique borde l'Oder
- 16 avril 1945 : franchissement de l'Oder
- 22 avril 1945 : les Russes atteignent Berlin
- 2 mai 1945 : Berlin est entièrement entre les mains des Soviétiques, combats sporadiques qui dureront encore au-delà du 9 mai 1945

## Modalités de création
Constituée par un décret de Hitler signé le 25 septembre 1944, elle est le fruit d'un accord entre la SS, représentée par Himmler, le parti, représenté par Bormann, et l'armée, représentée par Keitel. Dans ce décret, Hitler répartit les compétences : les gauleiters sont chargés du commandement et de la mise en place de ces unités nouvellement constituées, et Himmler doit assurer la formation, l'organisation et l'équipement des unités du Volkssturm. Ainsi ce dernier nomme Gottlob Berger, un haut responsable de la SS, chef d'état-major du Volkssturm ; avec ce dernier, Himmler évince Bormann de ce nouveau domaine de compétences.
Dans son discours du 18 octobre 1944, Himmler réquisitionne tous les hommes de 16 à 60 ans et en appelle aux femmes. Fort de millions de recrues potentielles, le Volkssturm est en réalité une armée de bric et de broc : des soldats inexpérimentés, dotés de Panzerfaust présentés comme une arme miracle, mais sans autre uniforme qu'un brassard. Confiée au Parti, cette initiative souffre dès le départ du discrédit qui frappe celui-ci depuis le déclenchement du conflit, mais plus encore de l'improvisation qui entoure sa création. Exemple parmi d'autres des erreurs qui ont entouré cette dernière levée, l'affiche qui annonce à Stuttgart la mobilisation pour le Volkssturm reprend les mêmes couleurs et le même aspect que celles rendant publiques les exécutions capitales.
Au début du mois de novembre 1944, Himmler définit devant les gauleiters, inquiets face à l'évolution de la situation militaire, sa conception de cette armée : fort de l'expérience de Varsovie, une ville en ruine constituant la meilleure des positions de défense, il octroie à la milice alors en formation un rôle clé dans la défense des villes du Reich. Ainsi, avec Berger, il préconise, d'accord avec Heinz Guderian, l'organisation d'actions de guérilla.
De plus, durant cette période de mise en place, le Parti, c'est-à-dire la Chancellerie du parti dirigée par Martin Bormann, édicte de multiples règlements, jusqu'à l'absurde dans le contexte de l'urgence qu'imposait la situation militaire : ainsi on va jusqu'à concevoir des tampons, des papiers à en-tête, ou encore définir les grades et leurs insignes.

## Organisation

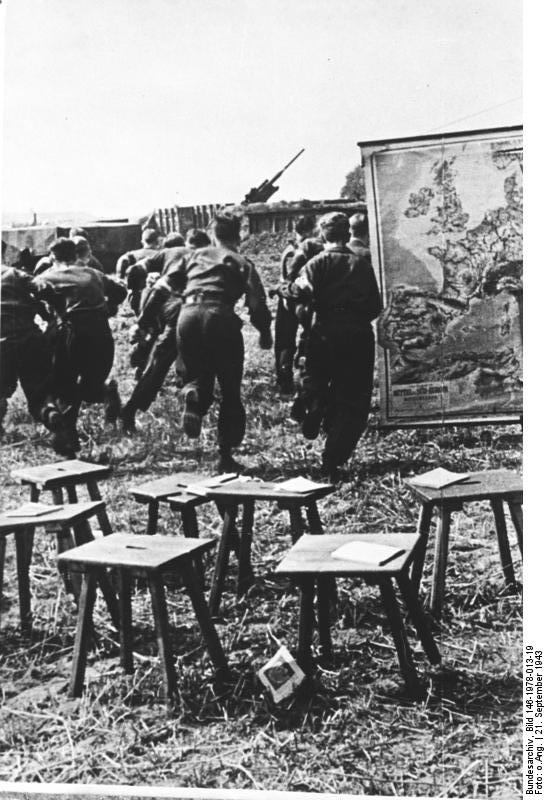
Des membres de la Jeunesse hitlérienne servant au sein de la Flak à l'entraînement — 1943

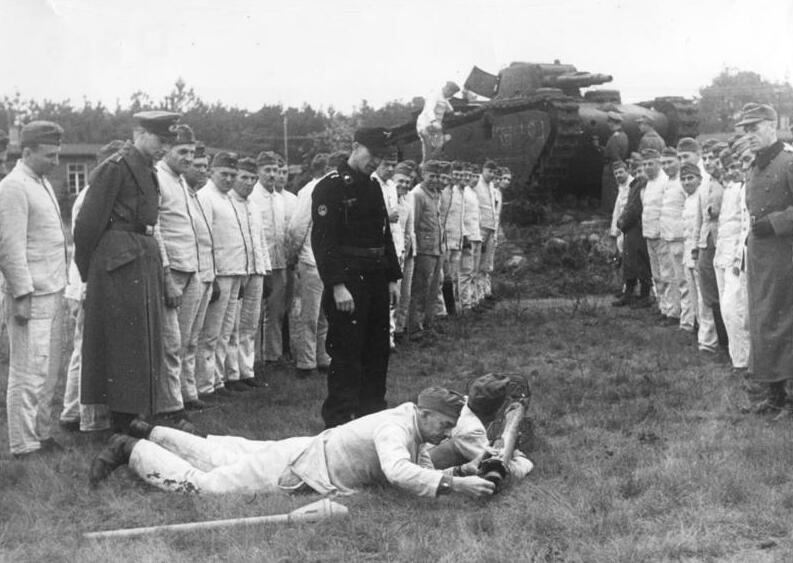
Ces membres du Volkssturm recevant une instruction antichar sont revêtus de la tenue de travail et de corvée en toile écrue de l'Armée

Le personnel du Volkssturm fut réparti en quatre levées (« Aufgebote »), encadrées par les cadres du Parti nazi.
- Les levées I et II étaient constituées des hommes les plus aptes physiquement, embrigadés dans les unités de défense/combat locales de la taille d'un bataillon, les unités de la levée I étant susceptibles de servir au niveau régional du Gau et celles de la levée II au niveau local du Kreis.
- La levée III était constituée des jeunes de 16 à 20 ans, sous les auspices des Jeunesses hitlériennes et avait pour mission première de ramener les jeunes mobilisables par l'armée à l'intérieur du Reich, loin des fronts, et d'assurer leur formation militaire de base en vue de la constitution des réserves de la Wehrmacht. Malgré l'image largement répandue par la propagande du Reich — et reprise dans l'imagerie d'Épinal de la Seconde Guerre mondiale — la participation directe des Jeunesses hitlériennes aux combats resta relativement marginale étant essentiellement le fait d'unités fanatisées sur le front de l'Est. Par contre, les Anglo-Saxons captureront sur le front de l'Ouest de nombreux jeunes volontaires de ces Jeunesses hitlériennes engagés comme servants de la Flak (défense anti-aérienne, partie la Luftwaffe)[note 3] — y compris des Helferinnen, auxiliaires féminines.
- La levée IV regroupait du personnel moins aptes physiquement en les cantonnant dans des missions de sûreté et de garde (usines, gares, camps du STO…), d'intendance (distributions de repas, etc.) ou administratives.

Les membres du Volkssturm ont donc pour la plupart déjà un emploi, soit dans l'industrie de guerre, soit dans d'autres organismes de défense ou l'administration publique civile ou para-militaire (RAD, RLB, etc.). Leur mobilisation devient effective lorsque leur secteur est attaqué après une phase de pré-alerte. Leurs « uniformes » sont, de ce fait, souvent composés d'effets civils constitués principalement de bleus de travail, salopettes ou uniformes de leurs organismes d'origine… ou des vêtements les plus chauds ou les plus usagés. Certaines unités « privilégiées » recevront de vieux uniformes de prise (tchèques, hollandais, polonais) ou dépareillés de l'armée.
Les combattants de cette milice ne sont rémunérés que s'ils participent activement aux combats.

## Équipement, armement et insignes
Afin de mettre les membres du Volkssturm sous la protection des conventions internationales en vigueur à l'époque, notamment en matière de protection des prisonniers de guerre, et de leur éviter les rigueurs des lois de la guerre exposant les civils en arme à de graves mesures de représailles, il fut décidé, faute d'uniformes, de les doter d'un système simplifié de grades propre à cette organisation et de brassards attestant de leur appartenance aux forces armées.
Mal armés, ces soldats de fortune, trop jeunes ou trop âgés, sont équipés, pour les plus heureux d'entre eux, de Panzerfaust, certains — notent des témoins — n'ont même pas pu disposer d'armes à feu.
Les photos 1 et 2 de la galerie présentent le modèle initial de l’Ärmelband (brassard) qui existait en deux versions : blanche avec texte noir ou jaune avec texte vert. Le sujet de la photo 2 est un membre de la Hitlerjugend saxonne (insigne triangulaire de bras : Sachsen) équipé d'effets de surplus de la Luftwaffe (indiquant probablement un ancien Flakhelfer) et est armé d'un MP 40. L'image 3 présente le modèle final que l'on rencontre le plus fréquemment sur les documents d'époque et l'image 4, les Spiegeln (insignes de col) des grades du Volkssturm. Le simple homme de troupe ne porte aucun insigne.

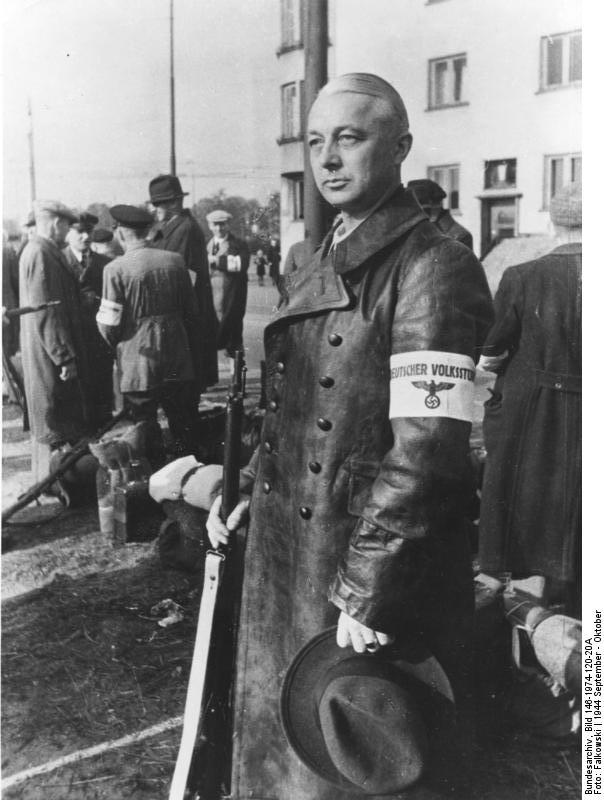
1. Un homme âgé porte le brassard  Deutscher Volkssturm sur son manteau.
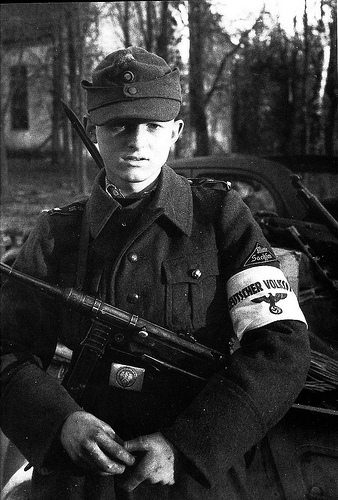
2. Un adolescent de 16 ans du  Volkssturm de Prusse-Orientale. Plus tôt dans le conflit, son arme automatique à courte portée était généralement attribuée à un soldat aguerri, voire aux cadres.
3. Brassard  Deutscher Volkssturm / Wehrmacht.
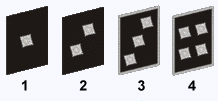
4. Grades du  Volkssturm :  Gruppenführer (1),  Zugführer (2),  Kompanieführer (3),  Bataillonsführer (4).

Sur la photo 6, des membres du  Volkssturm apparaissent coiffés de casques de l'ancienne armée tchécoslovaque et armés d'une MG 34. Le personnage à l'avant-plan de la photo 7 est un membre de la police des chemins de fer (voir l'insigne caractéristique de la  Polizei sur le képi). L'uniforme est bleu-noir avec liseré (col, revers, képi) en principe vert, couleur d'arme des forces de police. Photo 8 : prestation de serment de membres du Volkssturm : le personnage au centre appartient probablement à une unité paramilitaire nationale-socialiste (voir les insignes sur la manche gauche et la couleur particulière du col avec liseré). Photo 9 : ces membres de la milice fêtant la Noël 1944 appartiennent manifestement pour la plupart à une ou diverses organisations paramilitaires ; l'insigne de col du personnage à l'avant-plan semble dénoter son appartenance à la SA ou à un organisme affilié (NSKK, NSFK).

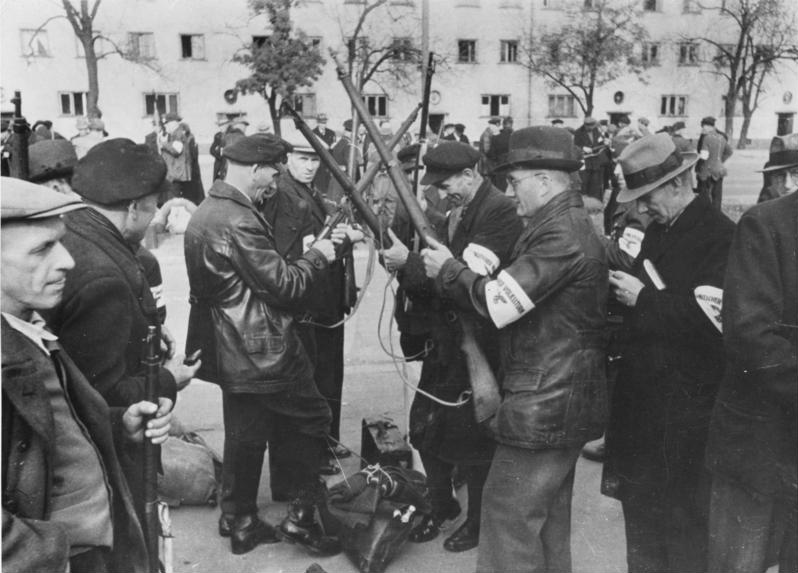
5. Des hommes de la  Volkssturm en octobre 1944.
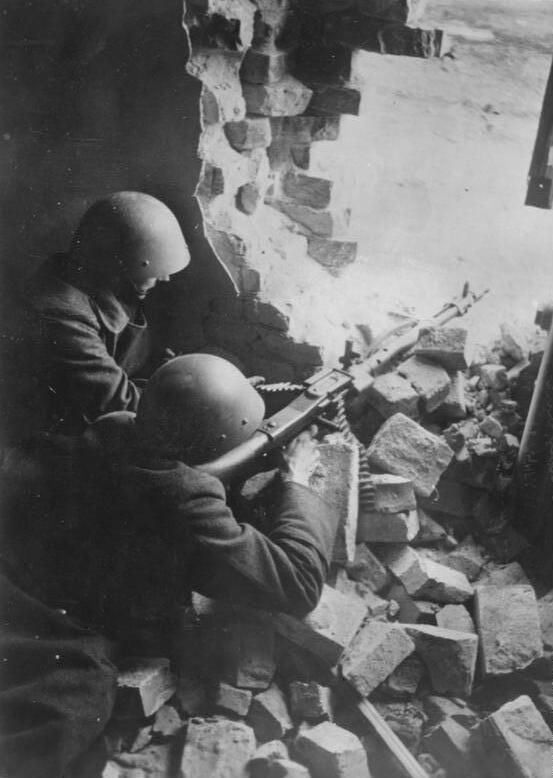
6. Début avril 1945, deux  hommes du Volkssturm équipés de casques tchèques durant les combats en Silésie. Ils sont armés d’une mitrailleuses MG 15
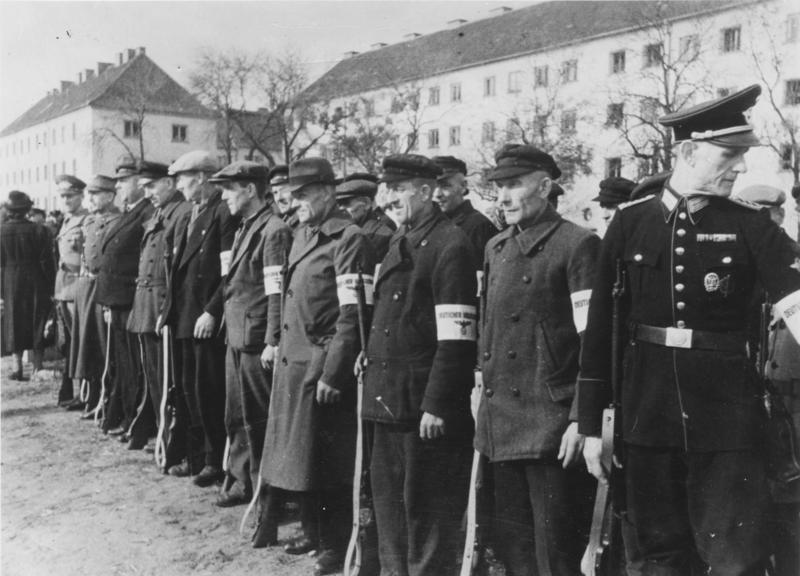
7. Octobre 1944, des hommes âgés lors d'une formation organisée par le Volkssturm. À droite, un pompier dans son uniforme ; ces combattants sont faiblement dotés d'un vieux fusil austro-hongrois Steyr-Mannlicher Gewehr 95[1].
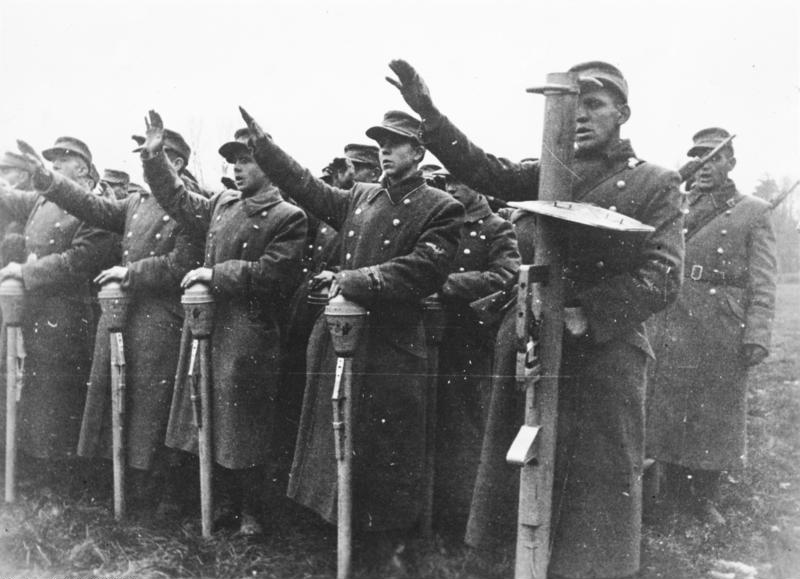
8. Des membres du Volkssturm équipés de Panzerfaust et de Panzerschreck en novembre 1944 en Prusse-Orientale.
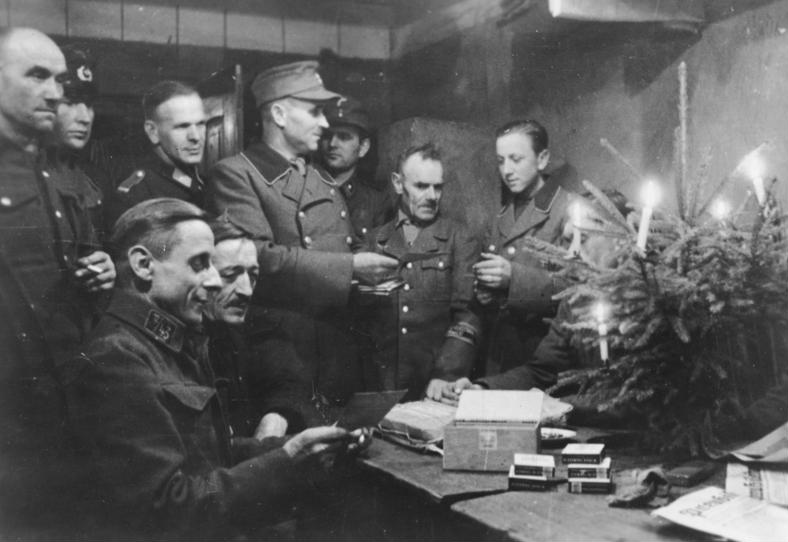
9. Des membres du Volkssturm de Prusse-Orientale fêtent Noël dans leur bunker.

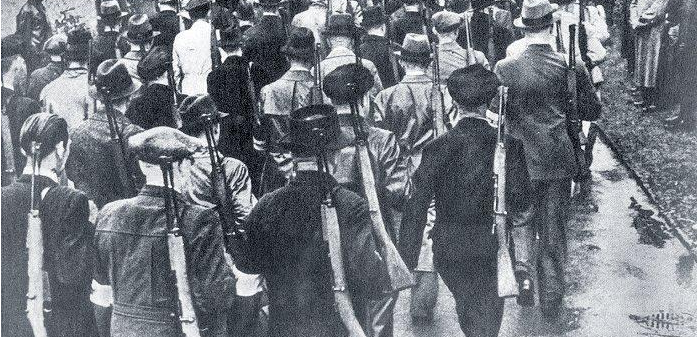
Membres du Volkssturm armés de fusils Carcano italiens

L'armement distribué aux membres du Volkssturm est en partie le même que celui utilisé par la Wehrmacht, à savoir le Mauser 98K, le Mauser K43, le pistolet-mitrailleur MP 40 et dans une moindre mesure le fusil d'assaut Sturmgewehr 44, arsenal complété d'armes à faible coût spécialement fabriquées pour équiper le Volkssturm tel le pistolet-mitrailleur MP 3008, le Volkpistole, le Gustloff Volksturmgewehr ou encore le Volksgewehr. De nombreuses armes de prises furent également distribuées notamment des fusils italiens, néerlandais, tchèques ou polonais ; des films d'époque montrent des membres du Volkssturm armés de fusil-mitrailleur Lewis pris à l'armée hollandaise en 1940 et de fusils Carcano italiens pris en 1943. Bien entendu, les armes antichar, tels les Panzerfäustes, furent très largement distribuées mais le Volkssturm ne disposait par contre d'aucune artillerie.

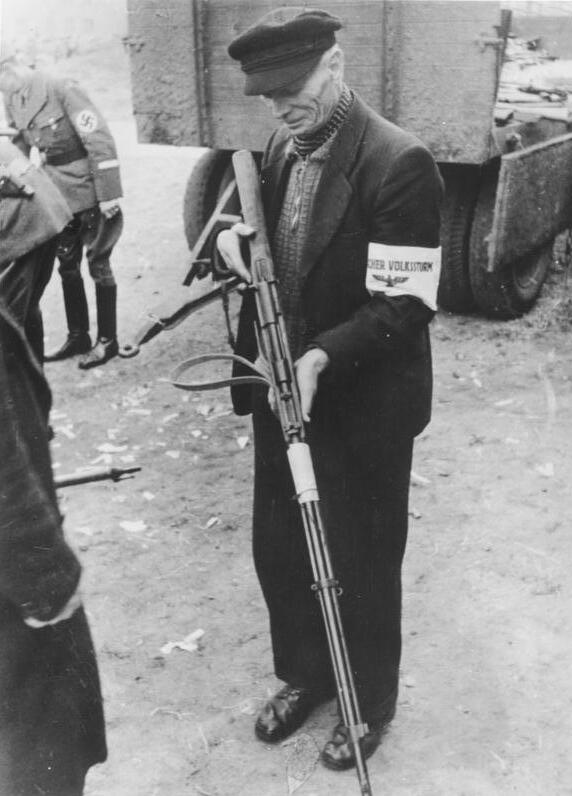
Volkssturmman équipé d'un antique Mannlicher 1895 ou d'un modèle hollandais dont les garnitures semblent avoir été retirées.
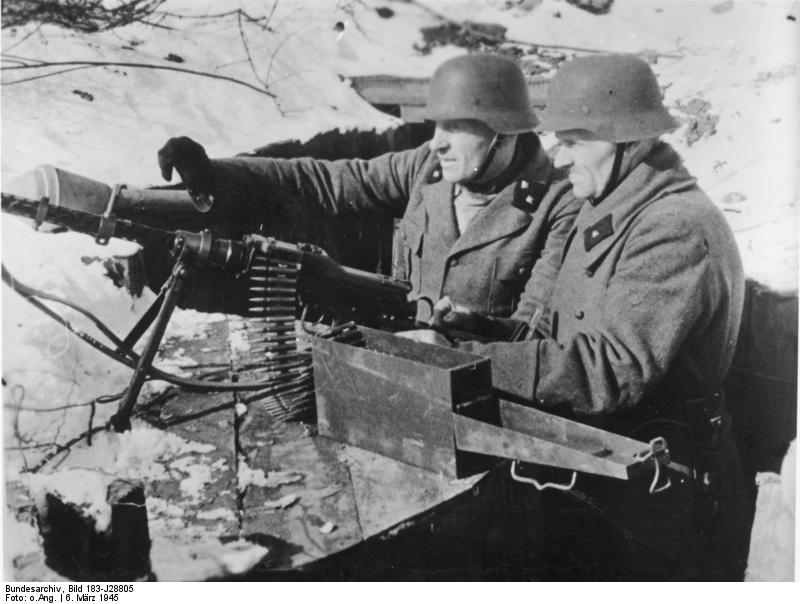
Mitrailleuse de bord de bombardier reconvertie en fusil-mitrailleur.

## «Deux»Volkssturm

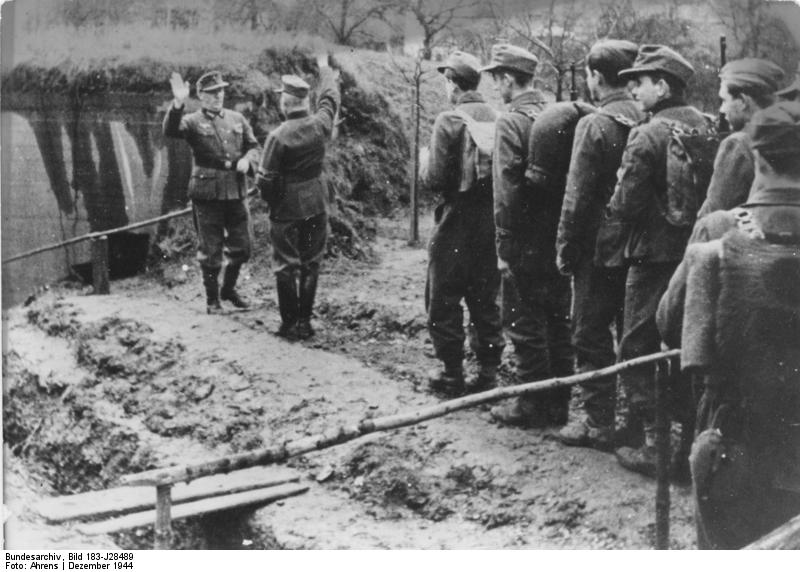
Des membres du Volkssturm occupent un bunker dans le secteur du Mosselland sur le front de l'Ouest

Compte tenu du contexte politico-militaire de la Seconde Guerre mondiale, « deux » Volkssturm peuvent être désignés en référence à la situation sur les deux principaux fronts allemands. Certains dirigeants allemands couvant secrètement l'espoir d'une rupture du front uni des Alliés. Les pertes essuyées montrent l'ampleur de l'engagement de ces soldats de fortune : en effet, 175 000 hommes sont morts au sein de cette armée, essentiellement issus de la Levée 1.

### Sur le front de l'Ouest
Les Volkssturmänner du front de l'Ouest firent dans l'ensemble preuve de moins de mordant que leurs camarades de l'Ostfront. Leur mission était également quelque peu différente puisque le Volkssturm dut aussi fournir des équipages aux positions du Westwall, libérant ainsi des unités de forteresse de la Wehrmacht qui purent ainsi être réaffectées aux Volksgrenadieredivisionen, les « divisions populaires » d'infanterie aux effectifs allégés. Il dut aussi contribuer à la construction de positions complémentaires et à l'érection d'obstacles antichars.
Ainsi, au cours du siège de Metz par la IIIe Armée américaine, un bataillon de Volkssturmmänner, comptant environ 400 hommes, fut intégré au dispositif défensif de la ville. Compte tenu de l’urgence de la situation, les décisions furent prises très rapidement. Le décret du 25 septembre 1944 appelant la levée en masse des hommes de 16 à 60 ans entra en vigueur le 19 octobre 1944, dans les territoires annexés par le Reich. Dans le CdZ-Gebiet Lothringen, l’institution du Deutscher Volkssturm fut applicable deux jours plus tard, soit le 21 octobre. Le SA-Gruppenführer Caspary reçut pour mission de lever immédiatement 12 bataillons dans le gau Westmark. Placé sous l’autorité de Vollrath Lübbe, ces bataillons devaient notamment renforcer la 462e Volks-Grenadier-Division engagée depuis septembre dans la bataille de Metz. L’incorporation du Volkssturm Metz eut lieu à la Bayern-Kasern de Metz, à partir du 1er novembre 1944. Ce bataillon se composait essentiellement d’anciens fonctionnaires de police et de vétérans de 14-18 âgés de plus de 45 ans, mais aussi de jeunes de la Hitlerjugend âgés de moins de 18 ans, et de réfractaires de l’armée allemande. La capacité de combat de ce bataillon ayant été considérée par le commandement allemand comme nulle et sa fidélité très réduite, les hommes du Volkssturm Metz furent placés sous l’autorité d’un Major de l’Ordnungspolizei et relégués à des tâches de maintien de l’ordre et de défense passive. Les servants de batteries de la Flak en particulier furent ainsi remplacés à Metz par des membres de la Jeunesse hitlérienne et des Volkssturmmänner.
Mais si la motivation des Volkssturmmanner sur le front de l'Ouest fut plutôt tiède, leur résistance fut loin d'être purement symbolique, comme le relate John Russell dans son ouvrage No Triumphant Procession (cfr Bibliographie) retraçant les opérations anglo-canadiennes dans le Nord de l'Allemagne.

### Sur le front de l'Est
Engagée aussi sur le front de l'Est, la Volkssturm est utilisée dans les dernières batailles, à Königsberg, à Breslau et à Berlin, mais ces unités essuient des pertes importantes, entre soldats mis hors de combat et déserteurs, dans des combats acharnés. Les éléments de la Volkssturm se battent avec ardeur, comme l'ensemble des unités qui y sont engagées, galvanisées par les sentiments anticommunistes et sur le comportement des soldats de l'Armée rouge envers les civils.
Dans les combats dans les villes investies par l'Armée rouge, qui émaillent les opérations sur ce front, les unités du Volkssturm se révèlent d'une efficacité redoutable, avec leur armement léger et leur connaissance du théâtre sur lequel elles se battent.
Mais la Volkssturm n'est pas active dans les provinces de l'Est seulement sur le plan militaire : en effet, des unités participent, dans diverses mesures et à divers degrés, au sort des Juifs alors en route vers l'Ouest: dans certaines localités, les commandants, souvent d'anciens officiers allemands ayant participé à la Grande Guerre, s'opposent au passage des Juifs dans l'agglomération, voire à leur extermination, effectuée une fois cet obstacle écarté, dans d'autres, sur ordre des unités encadrant les déportés, les membres du Volkssturm sont réquisitionnés pour creuser les fosses communes dans lesquelles des Juifs exterminés à la mitrailleuse doivent être ensevelis.
La défense du port de Memel constitue le premier engagement d'unités du Volkssturm sur le front oriental; au prix de lourdes pertes, ces unités, composées de civils munis d'un brassard, parvinrent à repousser des poussées soviétiques peu importantes en direction de la ville.

## Bataille de Berlin
La moitié des 80 000 défenseurs de Berlin proviennent du Volkssturm. Ils sont d'abord utilisés pour créer le réseau défensif de la forteresse de Berlin avant d'affronter directement les Soviétiques. Leur commandant en chef est Joseph Goebbels, alors commissaire à la défense de Berlin. Les Hitlerjugend furent parmi les plus combatifs. Leur plus haut fait d'armes est la défense des ponts de Pickelsdorf dans la zone ouest de Berlin. Sur les 5 000 jeunes défenseurs de la zone, 4 500 meurent au cours des combats. Leur sacrifice retarde l'encerclement de Berlin de deux jours.

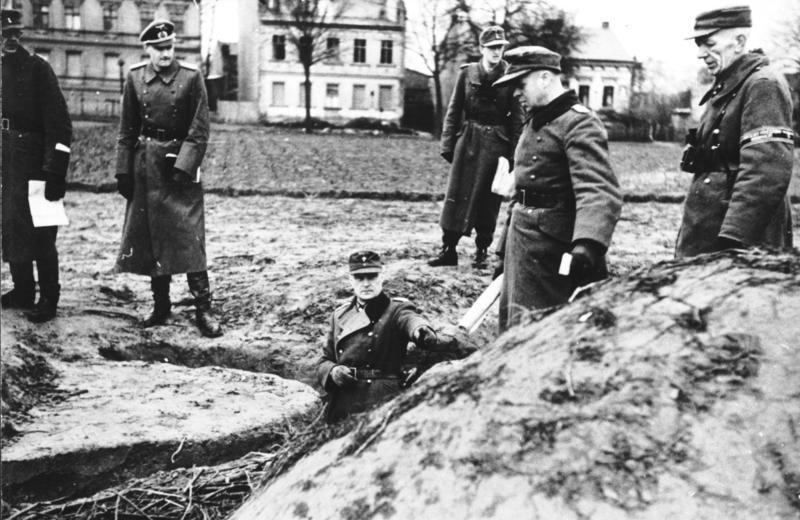
Bataille de Berlin : le Generalleutnant Reymann inspecte une tranchée tenue par des membres du Volkssturm

## Werwolf

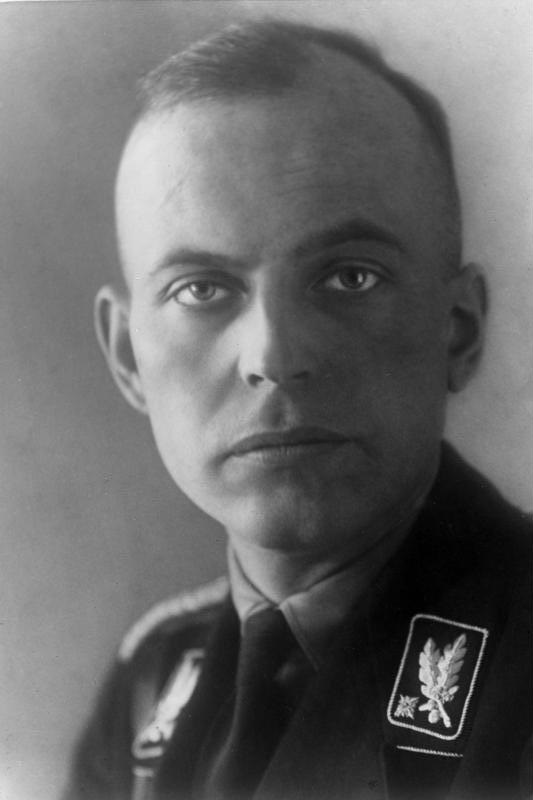
Le SS-Brigadeführer Hans-Adolf Prützmann, le chef supposé du Werwolf

Le Werwolf — qui signifie loup-garou en allemand — est une organisation clandestine de résistance armée que les dirigeants nazis tentèrent de mettre en place toujours dans cette idée de mobilisation populaire totale pour combattre à outrance les ennemis du Reich. La paternité de l'organisation a été attribuée au Generalmajor Reinhard Gehlen — chef du service de renseignement de l'OKW, le haut-commandement de la Wehrmacht, sur le front de l'Est — qui l'aurait activée le 27 février 1945 dans l'éventualité où l'Allemagne tomberait sous occupation soviétique totale. De nombreuses caches d'armes sont constituées afin de continuer le combat une fois les Alliés établis dans la zone. Un livret est donné à tous les membres de la Gestapo afin de leur enseigner des techniques de guérilla. Il est entre autres recommandé de poser des câbles pour décapiter des conducteurs de jeep qui conduisent bien souvent pare-brise baissé, de fabriquer des explosifs improvisés avec des clous, d'incendier du matériel dans les lieux de dépôt. Quelques centaines de meurtres auront lieu du fait des activités du Werwolf.
Son existence réelle en tant que «corps constitué» reste toutefois sujette à caution même si des faits de sabotage et de guérilla dans les zones occupées avant et après le 8 mai 1945 ont bien eu lieu, entraînant l'exécution sommaire de leurs auteurs. Ses membres devaient être recrutés dans la population civile, en particulier parmi les membres de la Jeunesse hitlérienne et parmi les membres fanatiques du Parti nazi encadrés et formés par des SS. Si l'implication des forces armées dans ses activités et ses rangs n'a toutefois jamais été établie, il semble cependant que celle de cadres du Volkssturm issus du Parti et ayant dès lors reçu une formation militaire l'ait été de manière plus nette par les services de renseignements militaires alliés chargés de son démantèlement.
Si le Werwolf — ultime avatar des projets de mobilisation populaire des dirigeants nazis initiateurs du Volkssturm — fut finalement éradiqué dès 1946 dans les zones d'occupation française, britannique et  américaine dans l'ouest de l'Allemagne, des rumeurs font état de son activité dans la  zone soviétique jusqu'au début des années 1950, mais elles sont d'autant plus invérifiables que tout acte de résistance, voire de simple dissidence anti-stalinienne, était considéré par la justice soviétique puis est-allemande comme une « menée contre-révolutionnaire des nostalgiques du nazisme ».

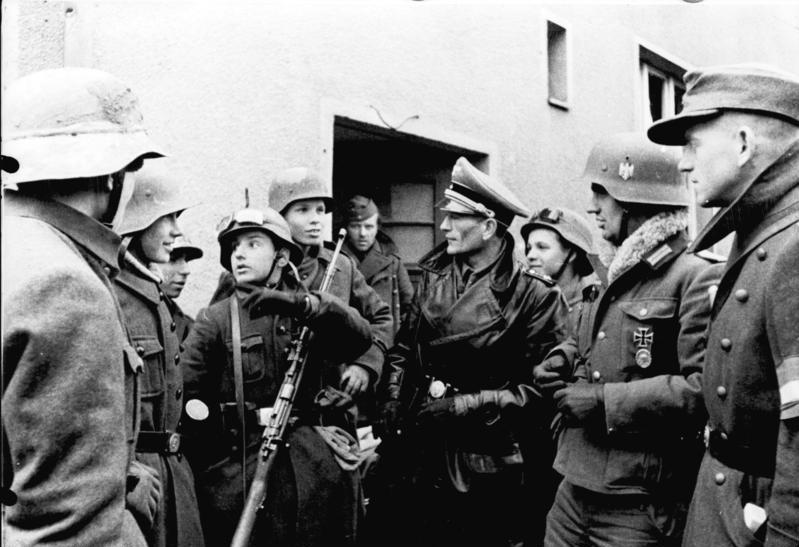
Les membres des Jeunesses hitlériennes comptaient parmi les éléments les plus fanatiques du Volkssturm même si leur engagement au combat resta marginal.